# ابتسام (اسم)
ابْتِسَام هو اسم علم مؤنث من أصل عربي، ومعناه هو ضحك من غير صوت.